# Sarcaulus brasiliensis
Sarcaulus brasiliensis är en tvåhjärtbladig växtart som först beskrevs av A.Dc., och fick sitt nu gällande namn av Pierre Joseph Eyma. Sarcaulus brasiliensis ingår i släktet Sarcaulus och familjen Sapotaceae.

## Underarter
Arten delas in i följande underarter:
- S. b. brasiliensis
- S. b. gracilis